# 正十七烷基苯
正十七烷基苯是一种有机化合物，化学式为C23H40。它可由1-碘十六烷和溴化苄在三苯基膦和碱存在下反应得到。它在异丙醇中可以被[Na(15-冠-5)]+e-还原为1-十七烷基-1,4-环己二烯。